# Hugonia mystax
Espèce
Hugonia mystax est une espèce de plantes à fleurs de la famille des Linaceae. C'est un arbuste grimpant que l'on trouve principalement dans les forêts sèches du sous-continent indien et du Sri Lanka.

## Description

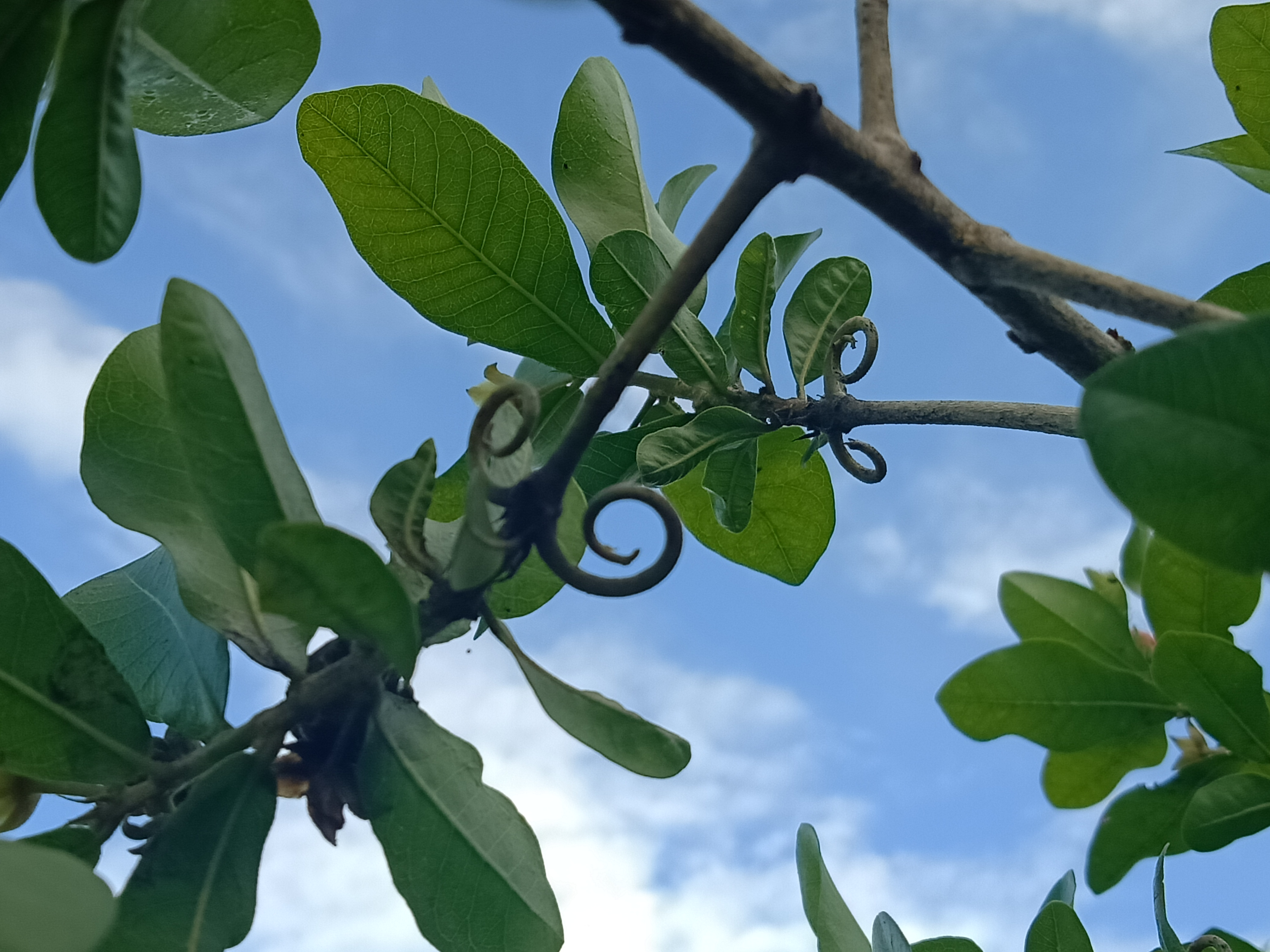
Épines recourbées qui donnent le nom de l'espèce.

Hugonia mystax pousse parfois comme une liane sur d'autres arbres et porte des fleurs jaunes et des fruits orange à rouges pendant la saison des pluies. Les rameaux sont dépourvus de feuilles à la base et ont à la place une paire d'épines recourbées qui ressemblent à une moustache, donnant l'épithète latine mystax.
Le nom tamoul, mothira-kanni, fait référence à la ressemblance avec une bague.
L'espèce est commune dans les broussailles sèches et les forêts tropicales sèches à feuilles persistantes de la péninsule indienne, au sud du Maharashtra jusqu'à l'Orissa. Elle fleurit selon les pluies, deux fois par an dans certaines parties de la péninsule. Les fleurs sont pollinisées par les abeilles du genre Apis. Les fruits sont mangés par les oiseaux qui dispersent ainsi les graines.

## Hugonia mystaxet l'Homme
Les racines de la plante sont astringentes et douces-amères, et sont utilisées pour traiter les fièvres, les verminoses et les inflammations.
Les feuilles sont utilisées en médecine traditionnelle et utilisées comme anti-inflammatoire.

## Systématique
Le nom correct complet (avec auteur) de ce taxon est Hugonia mystax L..
Hugonia mystax a pour synonymes :
- Hugonia integerrima Stokes
- Hugonia mystacina St.-Lag.
- Hugonia obovata Buch.-Ham.